# 2006-os GP2 valenciai nagydíj
A 2006-os GP2 valenciai nagydíj volt a 2006-os GP2-szezon első versenye. A versenyt Valenciában rendezték 2006. április 8. és április 9. között.
A főversenyt Nelsinho Piquet nyerte Lewis Hamilton és Adrián Vallés előtt.
A sprintversenyen Michael Ammermüller végzett az élen Ernesto Visót és Nicolas Lapierre-t megelőzve.